# PHP Tool Suite
 (juillet 2016).
Si vous disposez d'ouvrages ou d'articles de référence ou si vous connaissez des sites web de qualité traitant du thème abordé ici, merci de compléter l'article en donnant les références utiles à sa vérifiabilité et en les liant à la section « Notes et références ».
PHP Tool Suite est un framework développé en PHP et disponible sous Licence BSD.

## Fonctionnalités
Parmi les plus importantes, on citera les modules suivants :
- var : gestion des variables (globales, sessions, cookies)
- event : gestion des événements (trigger, on, off)
- log : gestion des logs
- response : routage des requêtes HTTP
- sql : manipulation SQL de la base de données
- model : schémas de données et modèles de données (classes Schema/Model)
- field : champ de validation de données (classe Field)
- crawler : crawler PHP
- file : opération sur les fichiers
- crypto : encryption / décryption de données (algorithme Rijndael)
- inet : client/serveur souple par l'utilisation des sockets TCP/IP
- form : protection des formulaires contre les attaques CSRF
- doc : génération de documentation phpDoc

## Configuration requise
Un serveur HTTP. Apache avec le "mod_rewrite" d'installé.
PHP 5.3 ou plus.